# Archibasis
Archibasis is een geslacht van libellen (Odonata) uit de familie van de waterjuffers (Coenagrionidae).

## Soorten
Archibasis omvat 8 soorten:
- Archibasis crucigera Lieftinck, 1949
- Archibasis incisura Lieftinck, 1949
- Archibasis melanocyana (Selys, 1877)
- Archibasis mimetes (Tillyard, 1913)
- Archibasis oscillans (Selys, 1877)
- Archibasis rebeccae Kemp, 1989
- Archibasis tenella Lieftinck, 1949
- Archibasis viola Lieftinck, 1949